# Ansehnlicher Frauenmantel
Der Ansehnliche Frauenmantel (Alchemilla speciosa) ist eine Pflanzenart aus der Familie der Rosengewächse (Rosaceae). Sie wird innerhalb der Gattung Frauenmantel (Alchemilla) in die Sektion Erectae gestellt.

## Merkmale
Der Ansehnliche Frauenmantel ist eine große Pflanze. Der Stängel ist 20 bis 70 Zentimeter lang. Seine Länge entspricht dem 1,5 bis 3-fachen der Blattstiele. Er ist vollständig dicht behaart. Die Haare stehen in einem Winkel von 45 bis 90° ab. Die Blätter sind 4 bis 12 Zentimeter breit, schwach trichterig bis wellig und 25 bis 50 % des Radius sind eingeschnitten. Die Endlappen sind 30 bis 50° breit, abgerundet und kurz parabolisch-dreieckig bis keilig-parabolisch. Sie sind auf 2 bis 5 Millimeter ungezähnt (entspricht 7 bis 40 %) und weisen 13 bis 25 Zähne auf. Die Zähne sind 1 bis 4 Millimeter lang, was 2,5 bis 10 % des Spreitenradius entspricht, und 1 bis 4 Millimeter breit. Ihr Verhältnis von Länge zu Breite beträgt 0,7 bis 2. Sie sind schmal dreieckig bis halbei-warzenförmig und meist spitz. Ober- und Unterseite der Blätter sind dicht samtig weißschimmernd weißhaarig, die Unterseite ist am dichtesten. Die Nebenblätter sind am Grund rosa gefärbt, ihre Öhrchen sind maximal viermal so lang wie breit. Im Frühjahr sind sie gezähnt und weisen einen vergrößerten Eckzahn auf. Die Blattstielhaare stehen um 30 bis 80° ab. Die Nebenblätter am obersten Stängelblatt haben eine Länge von 7 bis 13 Millimeter, sind meist gezähnt mit 5 bis 11 Zipfeln, gelappt und auf 33 bis 55 % eingeschnitten. Ihre Zipfel sind 1- bis 3-mal so lang wie breit. Die Monochasien sind oft ein weiteres Mal gegabelt in 2 Monochasien und weniger dicht als bei Alchemilla mollis. Die Blütenstiele sind dicht behaart und haben eine Länge von 1 bis 4, selten bis 7 Millimeter. Die Blüten messen 2 bis 4 × 2 bis 6,5 Millimeter. Die Kelchbecher weisen eine dichte Behaarung auf. Die Kelchblätter sind spreizend und weisen auf ihrer Außenseite eine lockere Behaarung auf. Sie sind 1,3 bis 2-mal so lang wie breit und 1,0 bis 1,67-mal so lang wie der Kelchbecher. Die Außenkelchblätter sind auf der Außenseite spärlich behaart, 1,0 bis 1,3-mal so lang und 0,4 bis 1,0-mal so breit wie die Kelchblätter, sowie 0,8 bis 1,67-mal so lang wie der Kelchbecher und außen leicht gezähnelt. Ein Fünftel bis ein Drittel der Länge der Nüsschen ragt heraus.
Die Blütezeit reicht von Juni bis August.
Die Chromosomenzahl beträgt 2n = 102 bis 106.

## Vorkommen
Der Ansehnliche Frauenmantel kommt im Kaukasus in Hochstaudenfluren und Wiesen vor. Das Areal ist nur ungenügend bekannt.
In Mitteleuropa ist die Art selten subspontan anzutreffen. Im Rätikon um die Lindauer Hütte (Vorarlberg) ist sie eingebürgert. Hier ist der Ansehnliche Frauenmantel in Hochstaudenfluren (Adenostylion alliariae) anzutreffen.

## Nutzung
Der Ansehnliche Frauenmantel wird selten als Zierpflanze für Steingärten, Rabatten, Staudenbeete und Einfassungen genutzt.

## Systematik
Die Art wurde 1893 von Robert Buser erstbeschrieben.

## Belege